# 中央大橋
中央大橋（ちゅうおうおおはし）は、隅田川にかかる橋で、東京都道463号上野月島線中央大橋支線（八重洲通り）を通す橋である。西岸は中央区新川二丁目、東岸は中央区佃一丁目。

## 概要

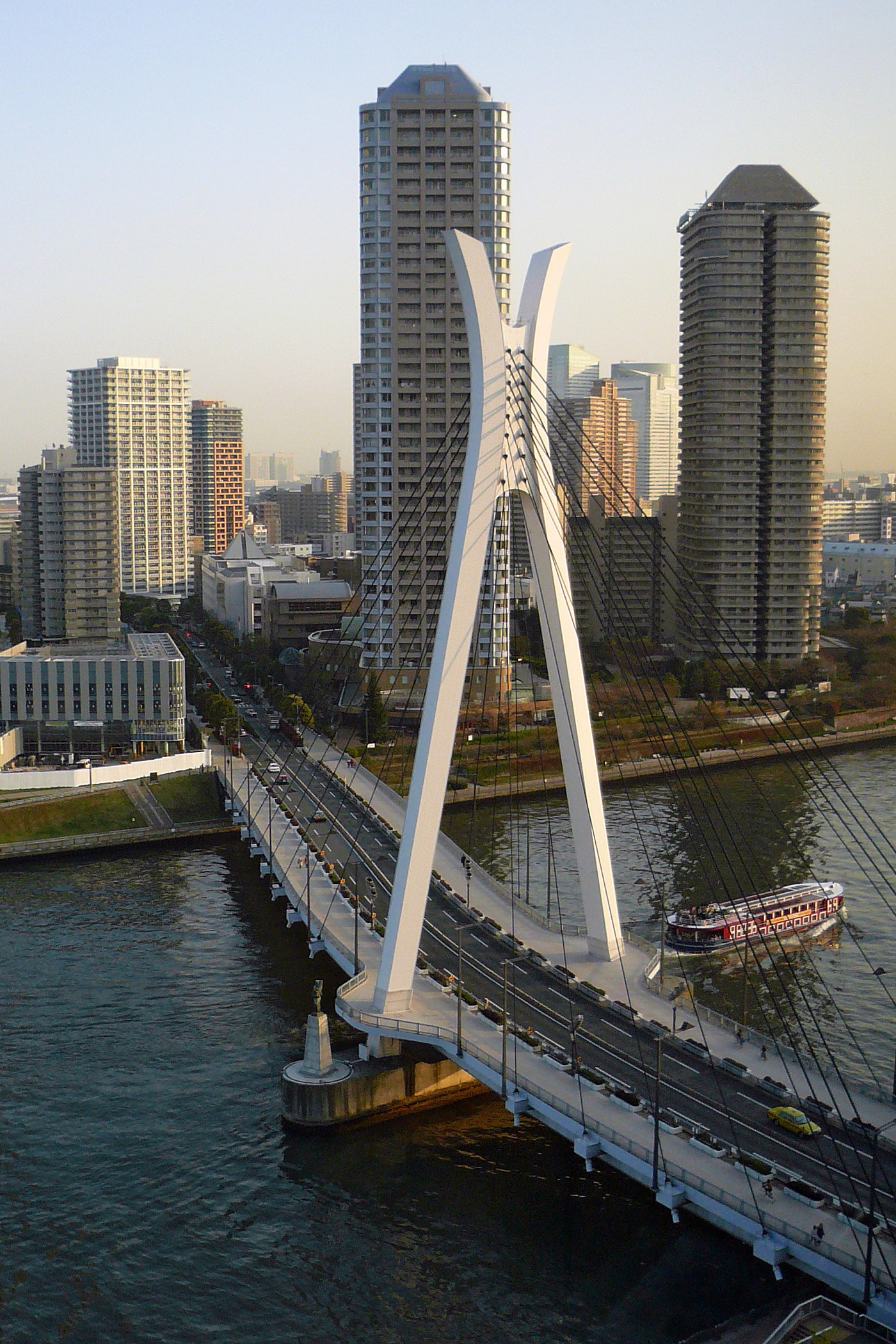
中央大橋と大川端リバーシティ21

1994年1月に開通した架橋であり、隅田川に架かる橋で平成時代に初めて建造された新規の架橋である。夕刻から夜10時までは、白色の水銀灯と暖色系のカクテル光でライトアップされている。

### フランス・セーヌ川との関わり
隅田川はフランスのセーヌ川と1989年（平成元年）に友好河川を提携しており、中央大橋を架橋する際に、フランスのデザイン会社に設計を依頼した。そのためか、主塔および欄干部分に日本の「兜」を意識した特徴的な意匠が施されている。また上流側の中央橋脚部には当時のパリ市長であったジャック・シラクから東京都に友好の印として贈られた彫刻家オシップ・ザッキン作の「メッセンジャー」と名づけられた彫像が鎮座する。彫像は川側を向いており、橋をくぐる水上バスからの方が見やすい。なお、このお礼にパリ市に「屋形船」を寄贈している。

### メッセンジャー
メッセンジャーのオリジナルは、1937年オシップ・ザッキン47才の時の作品であり、この年に開催されたパリ万博にも出品された作品である。メッセンジャーは、パリ市の紋章である帆船を抱いており、「波はたてども船は沈まず」というフランスの船の守護神を表したものといわれている。1937年に制作されたメッセンジャーは木造彫刻だったが、その後にそれを鋳造していくつかのブロンズ像が作られ、日本には清春芸術村や中央大橋などにある。

## 橋の概要
- 構造形式 二径間連続鋼斜張橋
- 橋長 210.7m
- 幅員 25.0m
- 竣工 1993年（平成5年）8月26日（レインボーブリッジと同日）
- 橋桁製作 石川島播磨重工業横浜工場

## 隣の橋
- 隅田川

（上流） - 隅田川大橋 - 永代橋 - 中央大橋 - 佃大橋 - 勝鬨橋 - （下流）

## 中央大橋が登場する作品
映画
- 『3月のライオン』 - 桐山零が映画の中で何度も渡る橋[3][4]。
- 『カノジョは嘘を愛しすぎてる』 - 高樹総一郎が小枝理子たち3人の歌を聞いていた橋[5]。

ドラマ
- 『トリリオンゲーム』 - ハルと祁答院一輝が歩いていた橋(5話)[5]。
- 『レンアイ漫画家』 - 刈部清一郎と久遠あいこがキスした橋(9話)[5]。
- 『GOOD LUCK!!』 - 新海元と緒川歩実がよく話をしていた斜張橋[5]。
- 『Beautiful Life』 - 沖島柊二が町田杏子の車から降ろされた場所[5]。
- 『神様、もう少しだけ』 - 叶野真生と石川啓吾が飛び降りた橋[5]。

## アクセス
- 都営地下鉄大江戸線・東京メトロ有楽町線 月島駅から徒歩9分。
- JR京葉線 八丁堀駅から徒歩10分。
- 東京メトロ日比谷線・東西線 茅場町駅から徒歩16分。

## ギャラリー

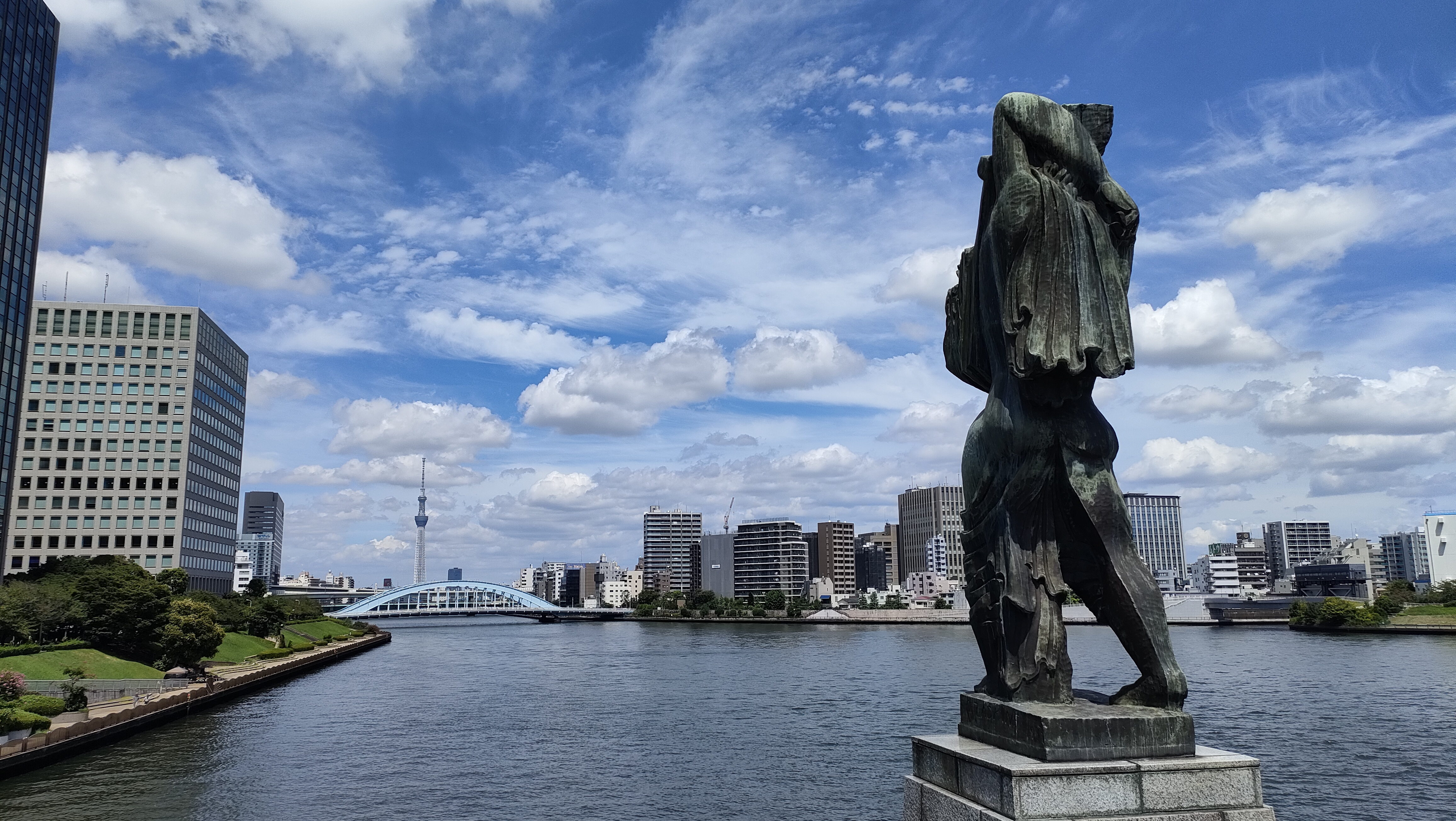
中央大橋のメッセンジャー
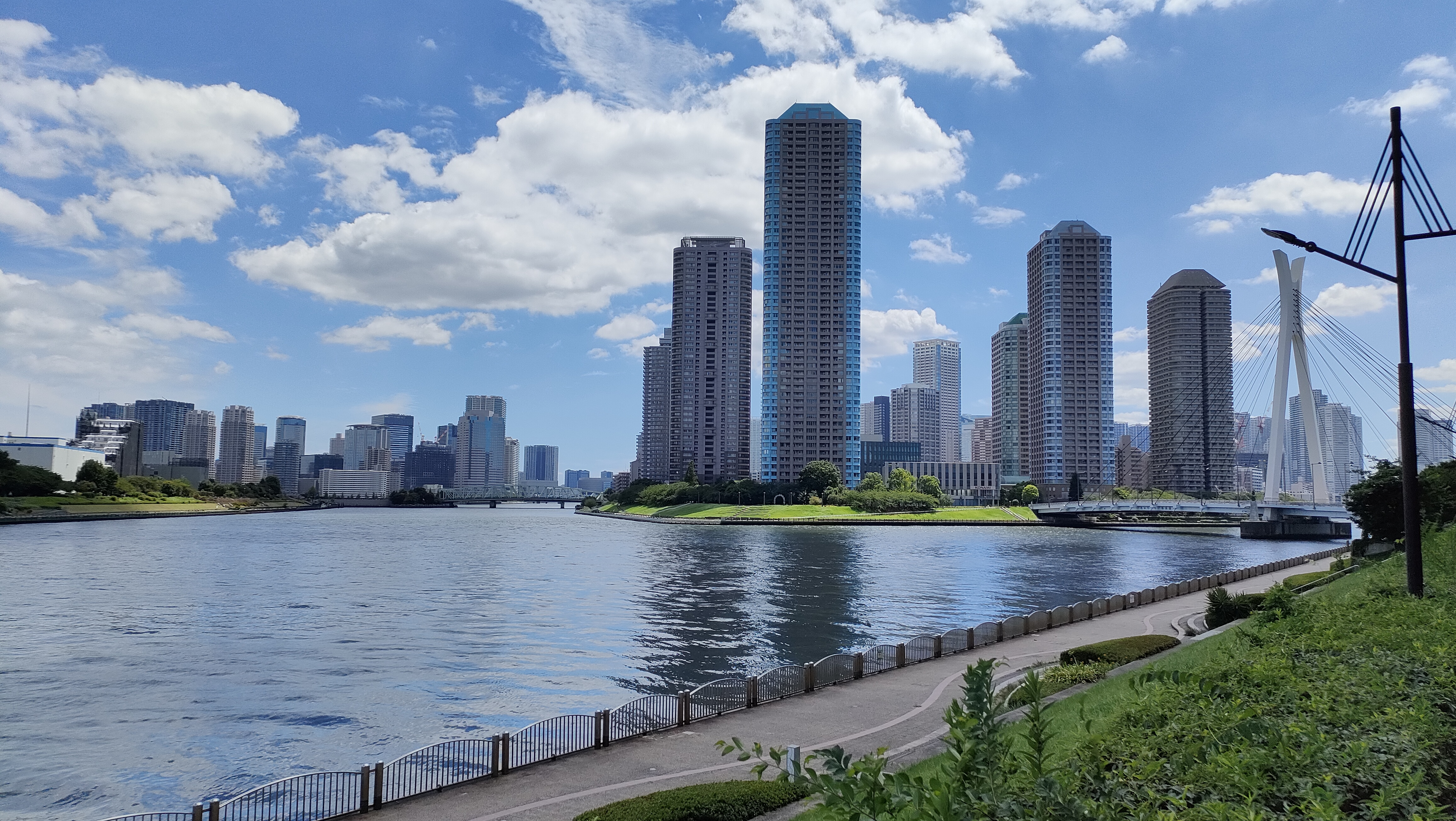
新川公園からの中央大橋
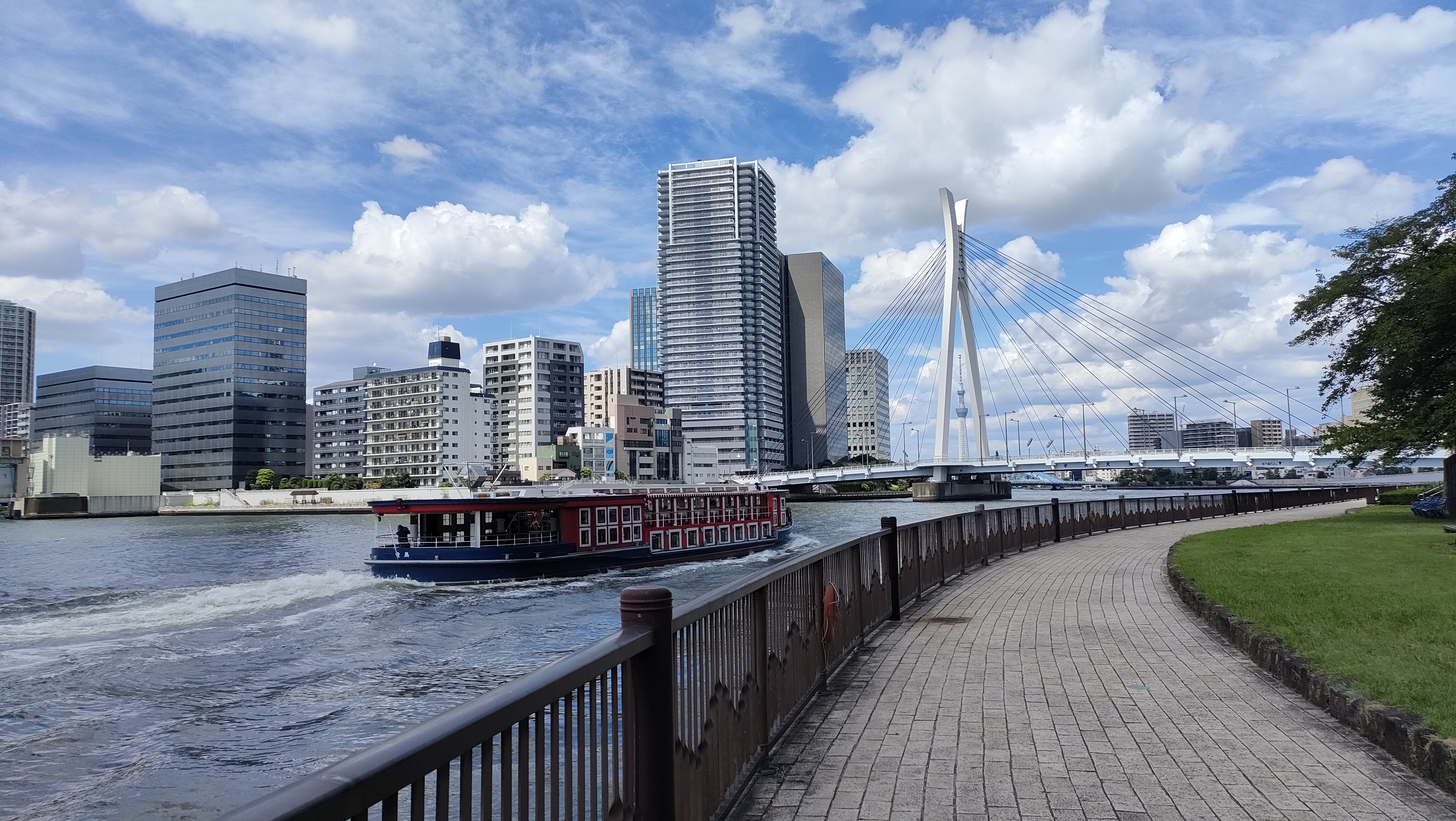
佃公園からの中央大橋とスカイツリー
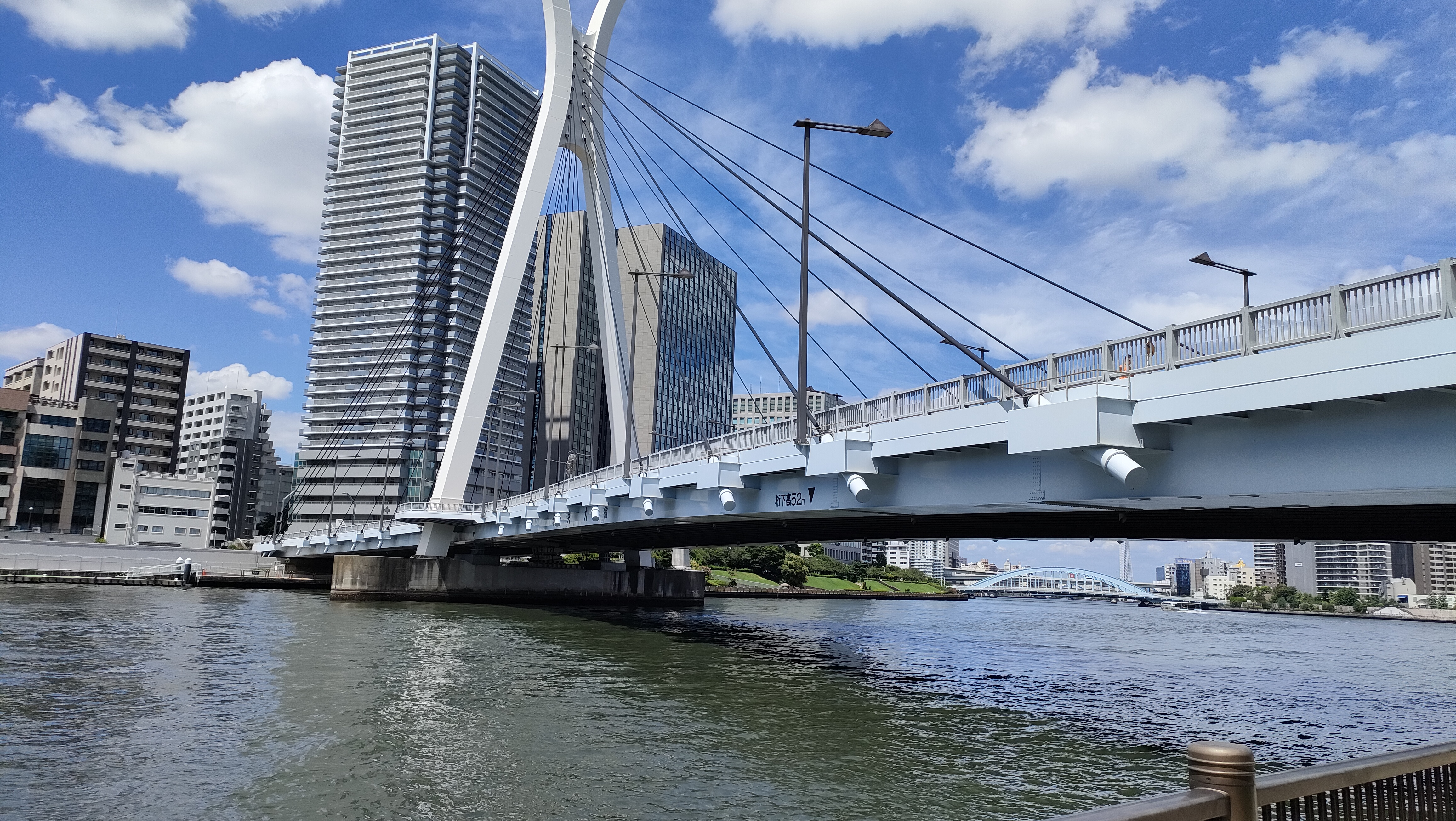
中央大橋の佃側のふもとから新川方面
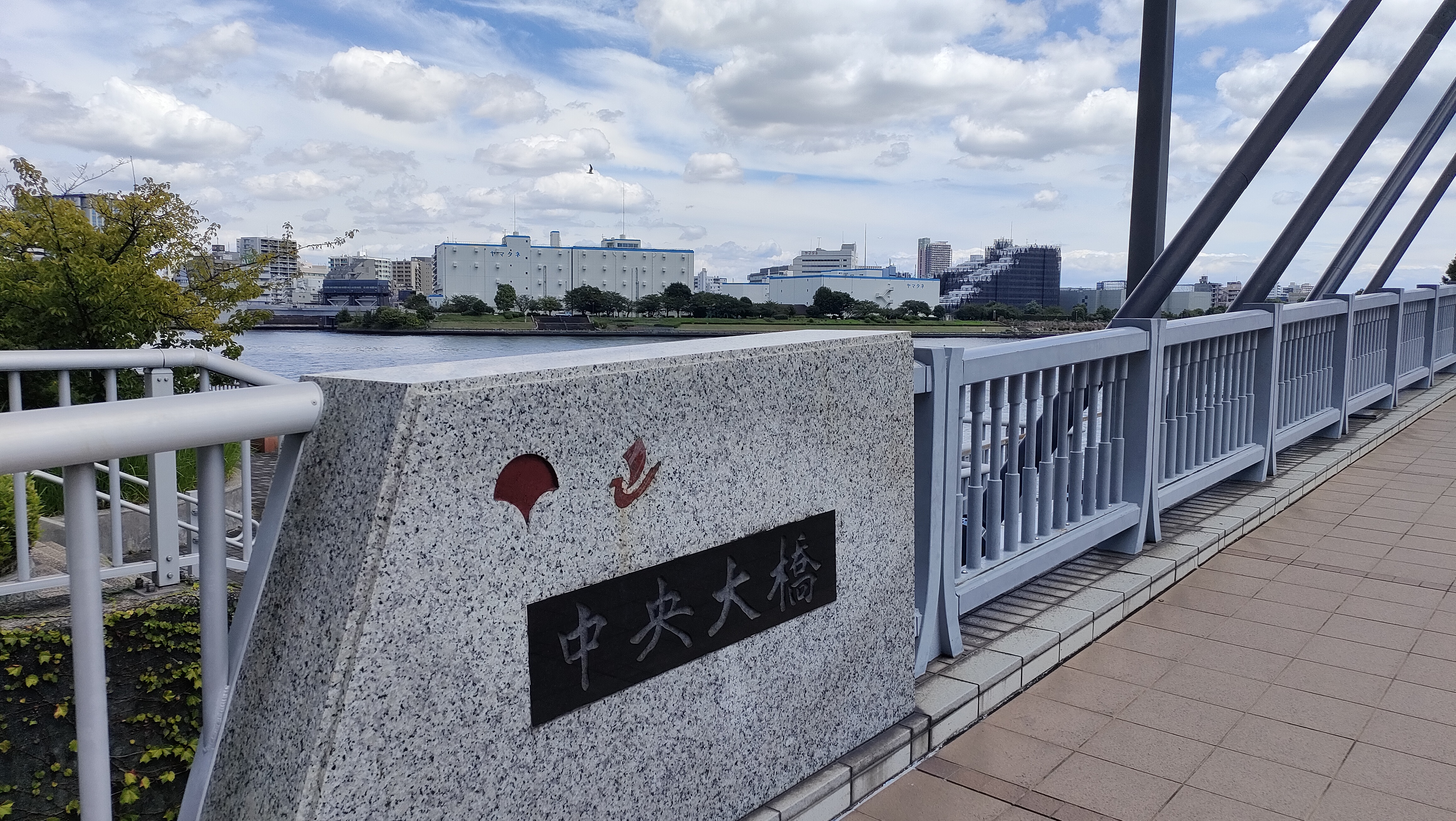
中央大橋の橋名板